# Allaniet
Het mineraal allaniet of orthiet is een verbinding van drie silicaationen met onder andere een hydroxylgroep met de molecuulformule A2M3Si3O12[OH]. Hierin kunnen de A grote ionen zijn, zoals Ca2+ of Cs2+, en de M onder andere Al3+, Fe3+, Mn3+, Fe2+ of Mg2+. Het is een sorosilicaat en een epidoot. Het is naar Thomas Allan (1777-1833) genoemd, een mineraloog uit Schotland. Het is doorschijnend tot opaak, is bruin tot roodbruin of zwart, heeft een glas- tot vetglans en een grijsbruine streepkleur. Het heeft een monoklien kristalstelsel en de splijting is imperfect volgens de kristalvlakken [100] en [001]. Het heeft een massadichtheid van 3,75 kg/l, de hardheid is 5,5 en het is zwak radioactief. Het is een zeldzaam mineraal dat vooral in metamorfe gesteenten voorkomt. De typelocatie is Qáqarssuatsiaq in Groenland. 

## Websites
- mindat.org. Allanite-(Ce).
- Allanite-(Ce) Mineral Data